# Sibuluan
Sibuluan is een bestuurslaag in het regentschap Humbang Hasundutan van de provincie Noord-Sumatra, Indonesië. Sibuluan telt 998 inwoners (volkstelling 2010).